# Bram Appel
Abraham („Bram”) Leonardus Appel (Rotterdam, 1921. november 30. – Geleen, 1997. október 31.) holland labdarúgócsatár, edző.
A holland válogatott tagjaként részt vett az 1948. évi nyári olimpiai játékokon.